# ارنست استرومر

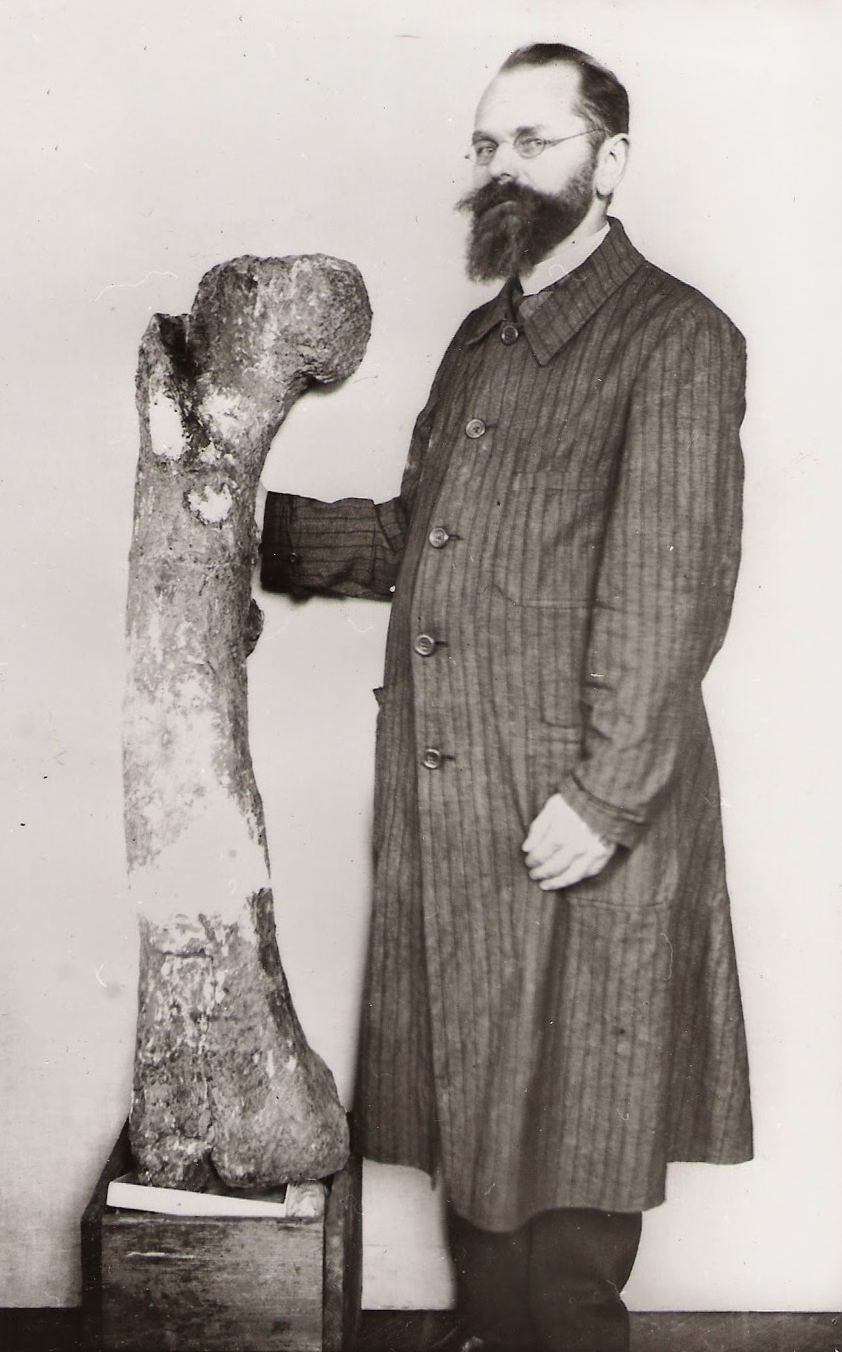
ارنست استرومر

ارنست فرایهر استرومر فون رایشنباخ (به آلمانی: Ernst Freiherr Stromer von Reichenbach) (زادهٔ ۱۲ ژوئن ۱۸۷۱ – درگذشتهٔ ۱۸ دسامبر ۱۹۵۲) دیرین‌شناس آلمانی بود. او پژوهش‌هایی بر روی دایناسورها و نیز سنگواره‌های کهن‌آب‌بازسانان یافت شده در مصر داشت.

## آرایه‌های نام‌گذاری شده توسط او
- سرده ایجیپتوسور استرومر، ۱۹۳۲
  - ایجیپتوسور استرومر، ۱۹۳۲
- سرده بحریه‌سور استرومر، ۱۹۳۴
  - بحریه‌سور استرومر، ۱۹۳۴
- زیرخانواده مگالوساروید استرومر، ۱۹۱۵
  - تیره اسپینوسارید استرومر، ۱۹۱۵
    - زیرخانواده اسپینوسارید استرومر، ۱۹۱۵
      - سرده اسپینوسور استرومر، ۱۹۱۵
        - اسپینوسور استرومر، ۱۹۱۵
- تیره Protocetidae استرومر، ۱۹۰۸
- تیره تیزدندان‌خزندگان استرومر، ۱۹۳۱
  - سرده کارکارودونتوسور استرومر، ۱۹۳۱
- سرده Parapedetes استرومر، ۱۹۲۶